# Lacus Veris

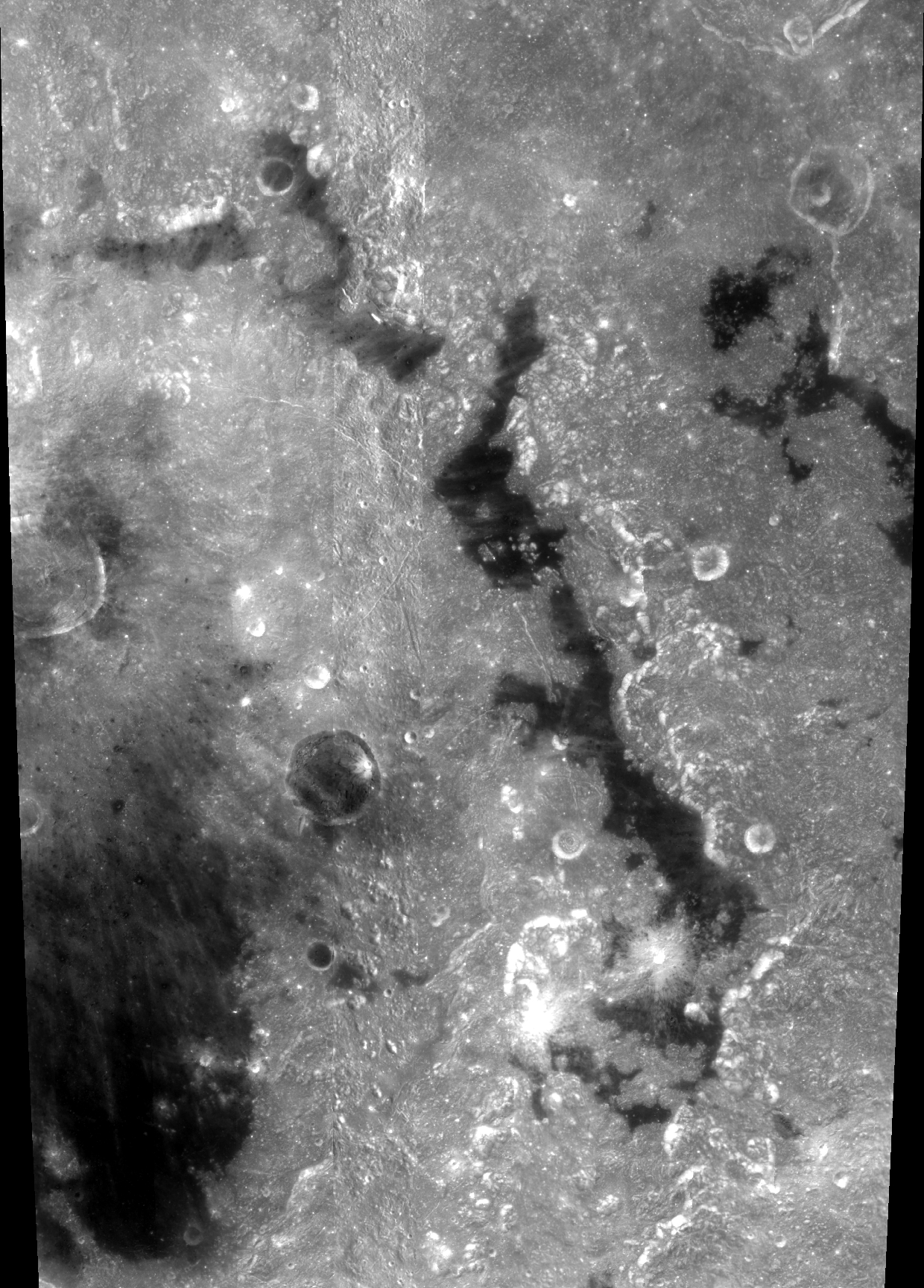
Lacus Veris.

Lacus Veris (Lac du printemps en latin) est un petit lac lunaire. Ses  coordonnées sélénographiques sont −16,5, −86,1 avec un diamètre de 396 km. Le lac s'étend selon un arc irrégulier de 90° à partir de l'est vers le nord et centré sur la Mare Orientale, couvrant une superficie d'environ 12 000 km2. Une étude réalisée en 1989 par la NASA au centre spatial Lyndon B. Johnson en 1989 a proposé ce lac comme base lunaire habitée.
Cette petite région de lac vaguement en forme de croissant se situe entre les montagnes en forme d'anneaux Rook intérieures et extérieures et les montagnes qui font partie du bassin d'impact de la mer orientale. Elle se trouve dans une plaine topographique environ 1 km plus bas que les sommets environnants. D'après les données recueillies lors des missions Lunar Orbiter et les télescopes terrestres, le lac comprend certains éléments des hauts plateaux environnants. La densité des cratères d'impact indique une ancienneté estimée à 3,5 milliards d'années et une formation terminée environ 340 millions d'années après que l'impact a créé le bassin oriental.
Le lac contient onze rainures sinueuses formées de tunnels de lave et de canaux aux longueurs allant de 4  à   51 km. Beaucoup de ces rainures commencent dans les montagnes Rook et filent vers la base de l'escarpement montagneux. Il y a aussi plusieurs formations de volcans bouclier, chacun d'un diamètre inférieur à 10 km. Les formations géologiques et l'absence de dépression par effondrement suggèrent que le lac s'est formé par de fins flots de lave par des tunnels plutôt que par des inondations de basalte par des éruptions à travers des fissures.